# 深志神社
深志神社（ふかしじんじゃ）は、長野県松本市深志にある神社である。旧社格は県社で、現在は神社本庁の別表神社。通称「天神様」。
諏訪明神（建御名方命）と菅原道真（天神）を主祭神とする。

## 歴史
社伝によれば、諏訪明神（建御名方命）の夢をたびたび見ていた信濃守護・小笠原貞宗が戦勝に感謝し、暦応2年（1339年）に諏訪明神を祀って創建したのに始まる。当初は宮村宮（宮村大明神）と称していた。応永9年（1402年）には小笠原長基が北野天満宮（天神）を勧請した。
永正元年（1504年）、小笠原氏の家臣が深志城（松本城）を築城すると、当社を城の鎮守・産土神として崇敬し、社殿を西面に改めた。天文2年（1533年）、小笠原長時は武田信玄に敗れ、信濃が武田氏の支配下に入ると当社は荒廃した。天正10年（1582年）、小笠原氏が信濃に復帰して社殿を修造し、深志城の南方の鎌田村に小笠原氏によって勧請され創建されていた天満宮（鎌田天神）の分霊を、宮村宮の北の新宮に奉遷した。
本来は建御名方命の方が主祭神であるが、天満宮の方が有名となり、深志天神・天神様と呼ばれるようになった。江戸時代も松本藩累代藩主の崇敬を受け、松本城下の南半分の商人町の総氏神ともなった。天保12年（1841年）、京都の神道家吉田家の許可を受けて宮村宮から現社名に改称した。昭和3年に県社に列格した。

## 文化財
市指定有形民俗文化財
松本城下町の舞台 - 江戸時代末期の作

## 交通
- JR松本駅から徒歩約15分
- 長野自動車道松本インターチェンジから約15分